# Ghost Rider 2 : L'Esprit de vengeance
Pour les articles homonymes, voir Ghost Rider.
Série
Ghost Rider
(2007)
Pour plus de détails, voir Fiche technique et Distribution.
Ghost Rider 2 : L'Esprit de vengeance (Ghost Rider: Spirit of Vengeance) est un film fantastique américano-émirati réalisé par Mark Neveldine et Brian Taylor et sorti en 2012.
Adapté des comics du même nom créés par Roy Thomas, c'est la suite de Ghost Rider sorti en 2007.

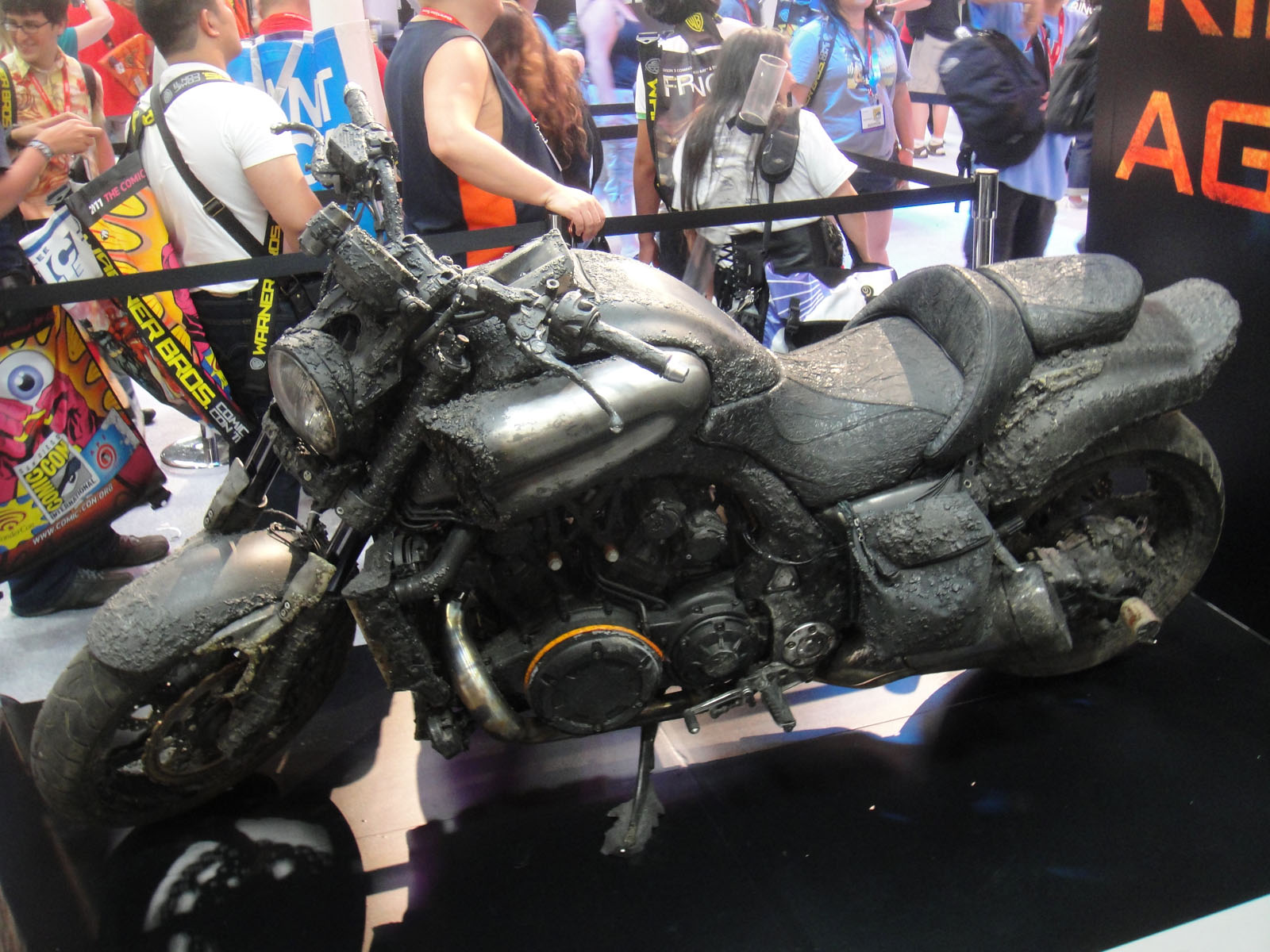
La moto de Ghost Rider.

## Synopsis
Huit ans après les événements de San Venganza, Johnny Blaze alias Ghost Rider, isolé en Roumanie, tente de se séparer de sa malédiction. Un jour il reçoit la visite de Moreau, un homme de Dieu lui demandant de sauver Danny, un enfant capturé par Roarke (Le Diable) dans le but de renaître en lui.
Il lui propose en échange de purifier son âme afin de renvoyer le démon qui est en lui en enfer. Une proposition que Johnny accepte, mais les choses vont se compliquer lorsque les hommes de Roarke les poursuivent.

## Fiche technique
- Titre original : Ghost Rider: Spirit of Vengeance
- Titre français : Ghost Rider 2 : L'Esprit de vengeance (ou Ghost Rider : L'Esprit de vengeance)[1]
- Titre québécois : Ghost Rider : Esprit de vengeance[2]
- Réalisation : Mark Neveldine et Brian Taylor
- Scénario : David S. Goyer, Scott M. Gimple et Seth Hoffman, d'après une histoire de David S. Goyer et les comics de Marvel
- Musique : David Sardy
- Direction artistique : Adrian Curelea, Stephen Dobric, Serban Porupca et Justin Warburton-Brown
- Décors : Kevin Phipps
- Costumes : Bojana Nikitovic
- Photographie : Brandon Trost
- Son : Deb Adair, Roberto Cappannelli, Steven Ticknor
- Montage : Brian Berdan
- Production : Michael De Luca, Avi Arad, Ari Arad, Ashok Amritraj et Steven Paul
  - Production déléguée : David S. Goyer, Mark Steven Johnson, Stan Lee et E. Bennett Walsh
  - Production associée : Tom Cohen
  - Coproduction : Manu Gargi et Stefan Brunner
- Sociétés de production[3] : 
  - États-Unis : Marvel Entertainment, Michael De Luca Productions, Avi Arad Productions, Marvel Knights et Crystal Sky Pictures, présenté par Columbia Pictures et Hyde Park Entertainment
  - Émirats arabes unis : en association avec Imagenation Abu Dhabi FZ
- Société de distribution : Columbia Pictures et Sony Pictures Releasing (États-Unis) ; Gulf Film (Émirats arabes unis) ; Société nouvelle de distribution (France) ; Belga Films (Belgique) ; Impuls Pictures (Suisse romande) ; Sony Pictures Releasing Canada (Québec)
- Budget : 57 millions de $[4] ; 75 millions de $[5]
- Pays de production :  États-Unis,  Émirats arabes unis
- Langues originales : anglais, roumain
- Format[6] : couleur (DeLuxe) / Noir et blanc - 35 mm - 2,35:1 (Cinémascope) - son Dolby Digital | Datasat | SDDS | Dolby Surround 7.1

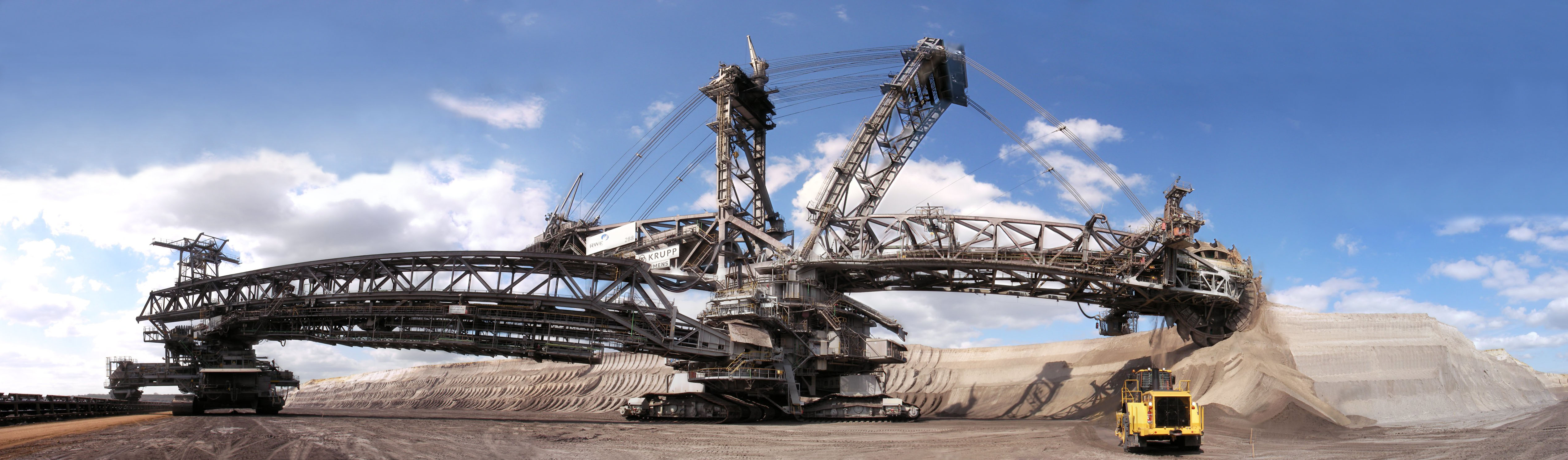
Le Rider dans le film utilise un véhicule particulier: le Bagger 288, le plus gros véhicule terrestre dans le monde.

- Genre : fantastique, action, thriller
- Durée : 96 minutes
- Dates de sortie[1] :
  - France, Belgique, Suisse romande : 15 février 2012[7],[8]
  - États-Unis, Québec : 17 février 2012[2]
  - Émirats arabes unis : 25 juin 2018 (sortie directement en DVD)
- Classification[9] :
  - États-Unis : accord parental recommandé, film déconseillé aux moins de 13 ans (PG-13 - Parents Strongly Cautioned)[Note 1]
  - France : tous publics avec avertissement[10],[11]
  - Belgique : tous publics (Alle Leeftijden)[7]
  - Québec : tous publics - déconseillé aux jeunes enfants (G - General Rating)[2]

## Distribution
- Nicolas Cage (V.F. : Dominique Collignon-Maurin ; V.Q. : Benoît Rousseau[12]) : Johnny Blaze / Ghost Rider
- Ciarán Hinds (V.F. : Jean-Yves Chatelais ; V.Q. : Jean-Luc Montminy) : Roarke / Le Diable[13]
- Violante Placido (V.F. : Vanina Pradier ; V.Q. : Manon Arsenault) : Nadya[13]
- Idris Elba (V.F. : Frantz Confiac ; V.Q. : Marc-André Bélanger) : Moreau[14]
- Johnny Whitworth (V.F. : Jérôme Pauwels ; V.Q. : Jean-François Beaupré) : Ray Carrigan / Blackout[14],[15]
- Christophe Lambert (V.F. : Lui-même ; V.Q. : Philippe Martin) : Methodius[16]
- Fergus Riordan (en) (V.F. : Tom Trouffier ; V.Q. : Nicolas Poulin) : Daniel « Danny » Ketch
- Alin Panc : EMT
- Anthony Stewart Head (V.F. : Philippe Dumond ; V.Q. : Denis Roy) : Benedict
- Sorin Tofan : Kurdish
- Spencer Wilding : Grannik
- Jacek Koman : Terrokov
- Cristian Iacob (ro) : Vasil
- Jai Stefan : Krakchev
- Vincent Regan : Toma Nikasevic
- Ionut Cristian Lefter : Johnny Blaze (jeune)

Sources : Version française (V.F.) sur Allodoublage et Voxofilm ; Version québécoise (V.Q.) sur doublage.qc.ca

## Production

### Développement
Le film est un mélange entre une suite et un reboot, les modifications faites à l'histoire et sur l'origine du héros seront expliquées pendant le générique, de la même manière que L'Incroyable Hulk de Louis Leterrier.

### Tournage
Le film est tourné en Roumanie et bénéficie de la technologie 3D lors de sa sortie en 2012. Le tournage commence fin octobre 2010 à Bucarest pour continuer ensuite début novembre 2010 sur la route Transfăgăraş, ainsi que dans la ville de Sibiu ou encore au Château de Hunedoara,,.

## Accueil

### Accueil critique
Sur le site Rotten Tomatoes, Ghost Rider: L'Esprit de vengeance, il a obtenu un taux d'approbation de 18 %, basé sur 113 commentaires et une note moyenne de 3,82⁄10. Le consensus sur le site Web est le suivant : "Avec un scénario faible, un travail de graphisme inégal et une performance de Nic Cage tellement loufoque qu'il n'est plus amusant, Ghost Rider: L'Esprit de vengeance a pour objectif d'être un pur plaisir mais finit par être un pur déchet". Sur Metacritic, le film a un score moyen pondéré de 34⁄100, basé sur 22 critiques, indiquant "des critiques généralement défavorables". Les spectateurs interrogés par CinemaScore ont attribué au film une note de C + sur une échelle de A à F.

### Box office
| Pays ou région | Box-office    | Date d'arrêt du box-office | Nombre de semaines |
| -------------- | ------------- | -------------------------- | ------------------ |
| États-Unis     | 51 774 002 $  | 10 mai 2012                | 12                 |
| Total mondial  | 132 563 930 $ | -                          | -                  |

## Nominations
En 2012 et 2013, le film Ghost Rider 2 : L'Esprit de vengeance a été sélectionné 4 fois dans diverses catégories de récompenses cinématographiques, dont trois qui distinguent les plus mauvais films,.
- Prix de la Télévision de divertissement Afro-Américaines (Black Entertainment Television Awards) : Meilleur acteur pour Idris Elba pour ses prestations dans Ghost Rider 2 et Luther.
- Prix Razzie :
  - Pire prequel, remake, plagiat ou suite,
  - Pire acteur pour Nicolas Cage.
- Prix Schmoes d'or : Pire film de l'année.

## Projet de suite
Un troisième volet est prévu mais est annulé à cause de la réception médiocre du second film. Les droits du personnage reviennent à Marvel en 2013 et qui peut donc être inclus dans l'Univers cinématographique Marvel.